# Mistrzostwa Świata U-17 w Piłce Nożnej 2005
Mistrzostwa Świata U-17 w piłce nożnej 2005 odbyły się w Peru w pięciu miastach (Lima, Trujillo, Chiclayo, Piura i Iquitos) między 16 września a 2 października 2005 r. Prawa do gry otrzymali zawodnicy urodzeni po 1 stycznia 1988. W finale Meksyk pokonał drużynę Brazylii wynikiem 3:0, po raz pierwszy zdobywając tytuł mistrza świata kategorii U-17.

## Stadiony
| Miasto   | Stadion               | Pojemność |
| -------- | --------------------- | --------- |
| Lima     | Estadio Nacional      | 47 000    |
| Piura    | Estadio Miguel Grau   | 26 550    |
| Chiclayo | Estadio Elías Aguirre | 25 000    |
| Iquitos  | Estadio Max Augustín  | 25 000    |
| Trujillo | Estadio Mansiche      | 25 000    |

## Kwalifikacje
Do mistrzostw świata U-17 zakwalifikowało się 16 drużyn. Peru jako gospodarz turnieju wzięło udział w rozgrywkach bez kwalifikacji
| Konfederacja                                    | Kwalifikacje                                                         | Zakwalifikowane drużyny               |
| ----------------------------------------------- | -------------------------------------------------------------------- | ------------------------------------- |
| AFC (Azja)                                      | Młodzieżowe mistrzostwa Azji U-17 w piłce nożnej 2004                | Chiny Korea Północna Katar            |
| CAF (Afryka)                                    | Mistrzostwa Afryki U-17 w piłce nożnej 2005                          | Gambia Ghana Wybrzeże Kości Słoniowej |
| CONCACAF (Ameryka Północna, Środkowa i Karaiby) | Młodzieżowe mistrzostwa Ameryki Północnej U-17 w piłce nożnej 2005   | USA Meksyk Kostaryka                  |
| CONMEBOL (Ameryka Południowa)                   | Młodzieżowe mistrzostwa Ameryki Południowej U-17 w piłce nożnej 2005 | Brazylia Urugwaj                      |
| OFC (Oceania)                                   | Młodzieżowe mistrzostwa Oceanii U-17 w piłce nożnej 2005             | Australia                             |
| UEFA (Europa)                                   | Mistrzostwa Europy U-17 w piłce nożnej 2005                          | Turcja Holandia Włochy                |
| Gospodarz turnieju                              | Gospodarz turnieju                                                   | Peru                                  |

## Faza grupowa
Legenda
|  | Bezpośredni awans do fazy pucharowej. |
|  | Odpadnięcie z turnieju.               |

### Grupa A
| Zespół    | Pkt | M | W | R | P | Br+ | Br- | +/- |
| --------- | --- | - | - | - | - | --- | --- | --- |
| Kostaryka | 5   | 3 | 1 | 2 | 0 | 4   | 2   | +2  |
| Chiny     | 5   | 3 | 1 | 2 | 0 | 3   | 2   | +1  |
| Ghana     | 3   | 3 | 0 | 3 | 0 | 3   | 3   | 0   |
| Peru      | 1   | 3 | 0 | 1 | 2 | 1   | 4   | -3  |

| 16 września 2005 22:00 | Chiny · Tang Naixin 17' | 1:1Raport | Kostaryka · Roberto Carrillo 10' | Estadio Mansiche, Trujillo Widzów: 18 000 Sędzia: Tōru Kamikawa |
|                        |                         |           |                                  |                                                                 |

| 16 września 2005 01:00 | Peru · Daniel Chávez 10' (k) | 1:11:0Raport | Ghana · Miguel Cárdenas 62' (s.b) | Estadio Mansiche, Trujillo Widzów: 21 100 Sędzia: Frank de Bleeckere |
|                        |                              |              |                                   |                                                                      |

| 19 września 2005 23:30 | Ghana · Jonathan Quartey 58' | 1:10:0Raport | Kostaryka · Celso Borges 47' | Estadio Mansiche, Trujillo Widzów: 15 000 Sędzia: Jorge Larrionda |
|                        |                              |              |                              |                                                                   |

| 19 września 2005 23:15 | Peru | 0:1Raport | Chiny · Deng Zhuoxiang 13' | Estadio Mansiche, Trujillo Widzów: 20 000 Sędzia: Oscar Ruiz |
|                        |      |           |                            |                                                              |

| 22 września 2005 23:15 | Kostaryka · Jean Solorzano 45+1' · Cesar Elizondo 77' | 2:01:0Raport | Peru | Estadio Max Augustín, Iquitos Widzów: 25 000 Sędzia: Mark Shield |
|                        |                                                       |              |      |                                                                  |

| 22 września 2005 23:15 | Ghana · Sadat Bukari 56' | 1:10:0Raport | Chiny · Wang Xuanhong 60' | Estadio Miguel Grau, Piura Widzów: 15 320 Sędzia: Alain Hamer |
|                        |                          |              |                           |                                                               |

### Grupa B
| Zespół    | Pkt | M | W | R | P | Br+ | Br- | +/- |
| --------- | --- | - | - | - | - | --- | --- | --- |
| Turcja    | 9   | 3 | 3 | 0 | 0 | 6   | 3   | +3  |
| Meksyk    | 6   | 3 | 2 | 0 | 1 | 6   | 2   | +4  |
| Australia | 3   | 3 | 1 | 0 | 2 | 2   | 5   | -3  |
| Urugwaj   | 0   | 3 | 0 | 0 | 3 | 3   | 7   | -4  |

| 16 września 2005 19:15 | Urugwaj | 0:20:0Raport | Meksyk · Carlos Vela 47' · César Villaluz 54' | Estadio Nacional, Lima Widzów: 8000 Sędzia: Alain Hamer |
|                        |         |              |                                               |                                                         |

| 16 września 2005 22:00 | Turcja · Nuri Şahin 84' | 1:00:0Raport | Australia | Estadio Nacional, Lima Widzów: 14 200 Sędzia: Kevin Stott |
|                        |                         |              |           |                                                           |

| 19 września 2005 20:30 | Meksyk · Omar Esparza 20' · Carlos Vela 43' 79' | 3:02:0Raport | Australia | Estadio Nacional, Lima Widzów: 6000 Sędzia: Horacio Elizondo |
|                        |                                                 |              |           |                                                              |

| 19 września 2005 23:15 | Urugwaj · Murat Duruer 28' (sam.) · Elías Ricardo Figueroa 78' | 2:31:1Raport | Turcja · Deniz Yilmaz 12' · Özgürcan Özcan 80' · Tevfik Köse 84' | Estadio Nacional, Lima Widzów: 4000 Sędzia: Mourad Daami |
|                        |                                                                |              |                                                                  |                                                          |

| 22 września 2005 20:30 | Australia · Nathan Burns 20' · Robbie Kruse 83' | 2:11:1 | Urugwaj · Elías Ricardo Figueroa 38' | Estadio Elías Aguirre, Chiclayo Widzów: 11 100 Sędzia: Jerome Damon |
|                        |                                                 |        |                                      |                                                                     |

| 22 września 2005 20:30 | Meksyk · Ever Guzmán 11' | 1:21:1Raport | Turcja · Deniz Yilmaz 28' · Caner Erkin 90+1' | Estadio Miguel Grau, Piura Widzów: 14 560 Sędzia: Tōru Kamikawa |
|                        |                          |              |                                               |                                                                 |

### Grupa C
| Zespół                   | Pkt | M | W | R | P | Br+ | Br- | +/- |
| ------------------------ | --- | - | - | - | - | --- | --- | --- |
| Stany Zjednoczone        | 7   | 3 | 2 | 1 | 0 | 7   | 4   | +3  |
| Korea Północna           | 4   | 3 | 1 | 1 | 1 | 6   | 4   | +2  |
| Włochy                   | 4   | 3 | 1 | 1 | 1 | 6   | 7   | -1  |
| Wybrzeże Kości Słoniowej | 1   | 3 | 0 | 1 | 2 | 4   | 8   | -4  |

| 17 września 2005 15:00 | Wybrzeże Kości Słoniowej · Alassane Diomande 27' · Ismael Fofana 53' · Blaise Kouassi 87' | 3:41:2Raport | Włochy · Christian Tiboni 21' 32' · Matteo Mandorlini 86' · Salvatore Foti 89' | Estadio Elías Aguirre, Chiclayo Widzów: 14 800 Sędzia: Subkhiddin Mohd Saleh |
|                        |                                                                                           |              |                                                                                |                                                                              |

| 17 września 2005 17:45 | Stany Zjednoczone · Ryan Soroka 27' · Kyle Nakazawa 43' · Preston Zimmerman 72' | 3:22:1Raport | Korea Północna · Choe Myong-ho 24' (k) · Kim Kuk-jin 86' | Estadio Elías Aguirre, Chiclayo Widzów: 15 200 Sędzia: Jerome Damon |
|                        |                                                                                 |              |                                                          |                                                                     |

| 20 września 2005 20:30 | Włochy · Andrea Russotto 74' | 1:30:0Raport | Stany Zjednoczone · Ofori Sarkodie 47' · Kyle Nakazawa 67' · Ryan Soroka 90' | Estadio Elías Aguirre, Chiclayo Widzów: 15 240 Sędzia: Mark Shield |
|                        |                              |              |                                                                              |                                                                    |

| 20 września 2005 23:15 | Wybrzeże Kości Słoniowej | 0:30:0Raport | Korea Północna · Choe Myong-ho 9' (k) 38' · Kim Kyong-il 44' | Estadio Elías Aguirre, Chiclayo Widzów: 14 500 Sędzia: Frank de Bleeckere |
|                        |                          |              |                                                              |                                                                           |

| 23 września 2005 20:30 | Stany Zjednoczone · Jeremy Hall 4' | 1:11:0Raport | Wybrzeże Kości Słoniowej · Siaka Bamba 87' | Estadio Nacional, Lima Widzów: 12 000 Sędzia: Oscar Ruiz |
|                        |                                    |              |                                            |                                                          |

| 23 września 2005 20:30 | Włochy · Simone Palermo 92' | 1:10:1Raport | Korea Północna · Kim Kuk-jin 22' | Estadio Mansiche, Trujillo Widzów: 10 000 Sędzia: Mourad Daami |
|                        |                             |              |                                  |                                                                |

### Grupa D
| Zespół   | Pkt | M | W | R | P | Br+ | Br- | +/- |
| -------- | --- | - | - | - | - | --- | --- | --- |
| Brazylia | 6   | 3 | 2 | 0 | 1 | 9   | 4   | +5  |
| Holandia | 6   | 3 | 2 | 0 | 1 | 8   | 5   | +3  |
| Gambia   | 6   | 3 | 2 | 0 | 1 | 6   | 4   | +2  |
| Katar    | 0   | 3 | 0 | 0 | 3 | 4   | 14  | -10 |

| 17 września 2005 20:15 | Holandia · Marvin Emnes 6' 85' · Jordy Buijs 30' (k) · Mike van der Kooij 58' · John Goossens 65' | 5:32:2Raport | Katar · Ali Afif 27' · Yusef Ahmed 45' · Khalfan Ibrahim 74' (k) | Estadio Miguel Grau, Piura Widzów: 20 800 Sędzia: Mark Shield |
|                        |                                                                                                   |              |                                                                  |                                                               |

| 17 września 2005 23:00 | Brazylia · Igor Siqueira Pessanha 23' | 1:31:2Raport | Gambia · Abdoulie Mansally 27' · Momodou Ceesay 45' · Ousman Jallow 74' (k) | Estadio Miguel Grau, Piura Widzów: 22 300 Sędzia: EMarco Rodriguez |
|                        |                                       |              |                                                                             |                                                                    |

| 20 września 2005 20:30 | Katar · Yusef Ahmed 31' | 1:31:1Raport | Gambia · Momodou Ceesay 24' · Ousman Jallow 74' (k) · Pa Modou Jagne 90+2' | Estadio Miguel Grau, Piura Widzów: 18 424 Sędzia: Subkhddin Mohd Salleh |
|                        |                         |              |                                                                            |                                                                         |

| 20 września 2005 23:15 | Holandia · Sidnei 28' (sam.) | 1:21:1Raport | Brazylia · John Goossens 8' · Dirk Marcellis 60' | Estadio Miguel Grau, Piura Widzów: 20 794 Sędzia: Kevin Stott |
|                        |                              |              |                                                  |                                                               |

| 23 września 2005 23:15 | Gambia | 0:20:1Raport | Holandia · John Goossens 33' · Dirk Marcellis 72' | Estadio Nacional, Lima Widzów: 17 000 Sędzia: Jorge Larrionda |
|                        |        |              |                                                   |                                                               |

| 23 września 2005 23:15 | Katar | 0:60:3Raport | Brazylia · Ramón Osni Moreira Lage 13' 45+2' · Denílson Pereira Neves 39' · Roberto Andrade Silva 57' · Renato Augusto 58' · Anderson 74' | Estadio Mansiche, Trujillo Widzów: 15 000 Sędzia: Frank de Bleeckere |
|                        |       |              | |                                                                      |

### Faza pucharowa
|  |                        |                   |                        |                        |   |           |                       |                       |                       |                       |                   |       |       |
|  | Ćwierćfinały           | Ćwierćfinały      | Ćwierćfinały           |                        |   | Półfinały | Półfinały             | Półfinały             |                       |                       | Finał             | Finał | Finał |
|  | Ćwierćfinały           | Ćwierćfinały      | Ćwierćfinały           |                        |   | Półfinały | Półfinały             | Półfinały             |                       |                       | Finał             | Finał | Finał |
|  | 25 września – Piura    |                   |                        |                        |   |           |                       |                       |                       |                       |                   |       |       |
|  |                        |                   |                        |                        |   |           |                       |                       |                       |                       |                   |       |       |
|  | Kostaryka              | Kostaryka         | 1                      |                        |   |           |                       |                       |                       |                       |                   |       |       |
|  | Kostaryka              | Kostaryka         | 1                      | 29 września – Chiclayo |   |           |                       |                       |                       |                       |                   |       |       |
|  | Meksyk                 | Meksyk            | 3                      |                        |   |           |                       |                       |                       |                       |                   |       |       |
|  | Meksyk                 | Meksyk            | 3                      |                        |   | Meksyk    | Meksyk                | 4                     |                       |                       |                   |       |       |
|  | 26 września – Trujillo |                   |                        |                        |   | Meksyk    | Meksyk                | 4                     |                       |                       |                   |       |       |
|  |                        |                   | Holandia               | Holandia               | 0 |           |                       |                       |                       |                       |                   |       |       |
|  | Stany Zjednoczone      | Stany Zjednoczone | Holandia               | Holandia               | 0 | 0         |                       |                       |                       |                       |                   |       |       |
|  | Stany Zjednoczone      | Stany Zjednoczone |                        |                        |   | 0         | 2 października – Lima |                       |                       |                       |                   |       |       |
|  | Holandia               | Holandia          | 2                      |                        |   |           |                       |                       |                       |                       |                   |       |       |
|  | Holandia               | Holandia          | 2                      |                        |   | Meksyk    | Meksyk                | 3                     |                       |                       |                   |       |       |
|  | 25 września – Iquitos  |                   |                        |                        |   | Meksyk    | Meksyk                | 3                     |                       |                       |                   |       |       |
|  |                        |                   | Brazylia               | Brazylia               | 0 |           |                       |                       |                       |                       |                   |       |       |
|  | Turcja                 | Turcja            | Brazylia               | Brazylia               | 0 | 5         |                       |                       |                       |                       |                   |       |       |
|  | Turcja                 | Turcja            | 29 września – Trujillo |                        |   | 5         |                       |                       |                       |                       |                   |       |       |
|  | Chiny                  | Chiny             | 1                      |                        |   |           |                       |                       |                       |                       |                   |       |       |
|  | Chiny                  | Chiny             | 1                      |                        |   | Turcja    | Turcja                | 3                     | Mecz o 3. miejsce     | Mecz o 3. miejsce     | Mecz o 3. miejsce |       |       |
|  | 26 września – Iquitos  |                   |                        |                        |   | Turcja    | Turcja                | 3                     | Mecz o 3. miejsce     | Mecz o 3. miejsce     | Mecz o 3. miejsce |       |       |
|  |                        |                   | Brazylia               | Brazylia               | 4 |           |                       | 2 października – Lima | 2 października – Lima | 2 października – Lima |                   |       |       |
|  | Brazylia               | Brazylia          | Brazylia               | Brazylia               | 4 | 3         |                       | 2 października – Lima | 2 października – Lima | 2 października – Lima |                   |       |       |
|  | Brazylia               | Brazylia          |                        |                        |   |           |                       | Holandia              | Holandia              | 2                     |                   |       |       |
|  | Korea Północna         | Korea Północna    | 1                      |                        |   |           |                       |                       | Holandia              | 2                     |                   |       |       |
|  | Korea Północna         | Korea Północna    | 1                      |                        |   |           |                       | Turcja                | Turcja                | 1                     |                   |       |       |
|  |                        |                   |                        |                        |   |           |                       |                       | Turcja                | 1                     |                   |       |       |

### 1/4 finału
| 25 września 2005 21:00 | Kostaryka · Efraín Juárez 67' (sam.) | 1:3 (dogr.)1:1Raport | Meksyk · Efraín Juárez 88' · Ever Guzmán 96' · Carlos Vela 109' | Estadio Miguel Grau, Piura Widzów: 14 724 Sędzia: Subkhiddin Mohd Salleh |
|                        |                                      |                      |                                                                 |                                                                          |

| 25 września 2005 00:00 | Turcja · Tevfik Köse 10' 88' · Caner Erkin 33' 90+1' · Nuri Şahin 54' | 5:12:0Raport | Chiny · Gu Jinjin 57' | Estadio Max Augustín, Iquitos Widzów: 24 000 Sędzia: Marco Rodríguez |
|                        |                                                                       |              |                       |                                                                      |

| 26 września 2005 21:00 | Stany Zjednoczone | 0:20:1Raport | Holandia · Jeffrey Sarpong 45+1' 84' | Estadio Mansiche, Trujillo Widzów: 9000 Sędzia: Horacio Elizondo |
|                        |                   |              |                                      |                                                                  |

| 26 września 2005 00:00 | Brazylia · Ramón 48' · Celso 100' · Igor 120+3' | 3:1 (dogr.)1:1Raport | Korea Północna · Kim Kyong-il 82' | Estadio Max Augustín, Iquitos Widzów: 25 000 Sędzia: Alain Hamer |
|                        |                                                 |                      |                                   |                                                                  |

### 1/2 finału
| 29 września 2005 21:00 | Meksyk · César Villaluz 33' 61' · Héctor Moreno 50' · Ever Guzmán 90' | 4:01:0Raport | Holandia | Estadio Elías Aguirre, Chiclayo Widzów: 16 800 Sędzia: Mark Shield |
|                        |                                                                       |              |          |                                                                    |

| 29 września 2005 00:00 | Turcja · Caner Erkin 45+2' · Tevfik Köse 70' · Nuri Şahin 76' | 3:41:3Raport | Brazylia · Celso 1' · Anderson 26' · Marcelo 32' · Igor 90' | Teslim Balogun Stadium, Lagos Widzów: 19 000 Sędzia: Frank de Bleeckere |
|                        |                                                               |              |                                                             |                                                                         |

### Mecz o 3 miejsce
| 2 października 2005 20:00 | Holandia · John Goossens 13' 88' | 2:1Raport | Turcja · Nuri Şahin 90' | Estadio Nacional, Lima Widzów: 35 000 Sędzia: Jorge Larrionda |
|                           |                                  |           |                         |                                                               |

### Finał
| 2 października 2005 23:00 | Meksyk · Carlos Vela 31' · Omar Esparza 33' · Ever Guzmán 86' | 3:02:0Raport | Brazylia | Estadio Nacional, Lima Widzów: 40 000 Sędzia: Frank de Bleeckere |
|                           |                                                               |              |          |                                                                  |

## Najlepsi strzelcy
5 goli
- Carlos Vela

4 gole
- Ever Guzmán
- Ramon
- Igor
- John Goossens
- Caner Erkin
- Tevfik Kose
- Nuri Şahin

3 gole
- César Villaluz
- Cal Kennedy
- Choe Myong-ho